# Pete MacHale
Pete MacHale es un actor y escritor inglés, conocido por sus papeles en Dungarees, Mars y Elige o muere.

## Carrera
En 2022 desempeñó un papel en la película original de terror de Netflix Elige o muere, la cual estuvo protagonizada por Asa Butterfield y dirigida por Toby Meakins.
El 22 de febrero de 2024 debutó en la escena teatral protagonizado su propia obra, Dear Young Monster, la cual sigue a un hombre trans haciendo las paces con su identidad durante las primeras etapas de su transición médica, al mismo tiempo que regresa al pueblo en que creció. Ese mismo año se unió al reparto de la serie de ciencia ficción Doctor Who en una aparición episódica, siendo el primer hombre trans en formar parte del reparto de la serie desde sus inicios en 1963.

## Filmografía

### Cine
| Año  | Título                    | Papel            | Notas        |
| ---- | ------------------------- | ---------------- | ------------ |
| 2019 | Involuntary Activist      | Pete             | Cortometraje |
| 2020 | Dungarees                 | Blake            | Cortometraje |
| 2021 | Saintmaking               | Hermana Jack Off | Cortometraje |
| 2021 | In the Name of the Father | Bobby            | Cortometraje |
| 2022 | Elige o muere             | Gabe             | Película     |
| 2022 | Nânt                      | Dion             | Cortometraje |
| 2022 | The Bower                 | Hermana Jack Off | Cortometraje |
| 2022 | Mars                      | Pete             | Cortometraje |
| 2023 | Pillow Chocolate          | Jamie            | Cortometraje |
| 2023 | Ceremony                  |                  | Cortometraje |
| 2023 | Isle of Mia               | Micky            | Cortometraje |

### Televisión
| Año  | Título          | Papel             | Notas       |
| ---- | --------------- | ----------------- | ----------- |
| 2019 | The Feed        | Leon              | 7 episodios |
| 2020 | Gangs of London | Billy adolescente | 3 episodios |
| 2024 | Doctor Who      | Gothic Paul       | 1 episodio  |

## Teatro
- Dear Young Monster (2024)[6]